# Гипнотик (фильм)
«Гипнотик» (англ. Hypnotic) — американский научно-фантастический триллер Роберта Родригеса по сценарию Макса Боренстайна и его самого. Главные роли в фильме исполняют Бен Аффлек, Алисе Брага, Хала Финли, Дайо Окенийи, Уильям Фихтнер и Джей Ди Пардо. Премьера состоялась 12 мая 2023 года.

## Сюжет
Расследуя череду невероятных высококлассных ограблений, детектив оказывается втянутым в тайну, связанную с пропажей его дочери, и секретной правительственной программой совместно с женой.
На сеансе терапии детектив полиции Остина Дэнни Рурк рассказывает о похищении своей семилетней дочери Минни тремя годами ранее. Он и его напарник Никс действуют по анонимному наводке о готовящемся ограблении банковской ячейки и становятся свидетелями того, как таинственный мужчина отдаёт указания прохожим, которые немедленно выполняют его приказы...

## В ролях
- Бен Аффлек — Дэнни Рурк
- Алисе Брага — Диана Круз / Вивиан Рурк
- Джей Ди Пардо — Ник
- Хала Финли — Мини Рурк
- Дайо Окенийи — Ривер
- Джефф Фейхи — Карл
- Джеки Эрл Хейли — Иеримия
- Уильям Фихтнер — Лев Деллрейн / «режиссер»

## Создание
В ноябре 2018 года Роберт Родригес подтвердил, что он будет режиссировать фильм «Гипнотик», а Макс Боренстайн написал сценарий для компании Studio 8. 2 ноября 2019 года было объявлено, что Studio 8 будет сопродюсировать «Гипнотик» вместе с компанией Solstice Studios и предоставит ей права на распространение фильма на территории США.
В ноябре 2019 года было объявлено о том, что Бен Аффлек будет сниматься в фильме. В мае 2021 года к актёрскому составу фильма присоединилась Алисе Брага, а съёмки должны были начаться 20 сентября в городе Остин (Техас). В сентябре 2021 года к актёрскому составу фильма присоединилась Хала Финли, в октябре — Дайо Окенийи, Уильям Фихтнер и Джей Ди Пардо.
Съёмочный период фильма начался 27 сентября 2021 года и закончился 19 ноября того же года.